# NGC 6849
NGC 6849 este o galaxie situată în constelația Săgetătorul. A fost descoperită în 4 septembrie 1834 de către John Herschel. Se află la o distanță de 80,5 de megaparseci de Pământ.